# Cantó de Plœuc-sur-Lié
El cantó de Plœuc-sur-Lié (bretó Kanton Ploheg) és una divisió administrativa francesa situat al departament de Costes del Nord a la regió de Bretanya.

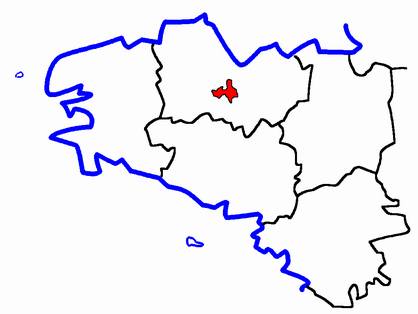
Situació del cantó

## Composició
El cantó aplega 6 comunes :
| Nom bretó        | Nom francès       | Nom gal·ló |
| Bodeoù           | Le Bodéo          | Le Bodéo   |
| Lanhervoed       | La Harmoye        | Laharmoét  |
| Peniti-Koedrac'h | L'Hermitage-Lorge | ---        |
| Lanfeun          | Lanfains          | ---        |
| Pleneventer      | Plaintel          | Pyentè     |
| Ploheg           | Plœuc-sur-Lié     | ---        |

## Història
| Data d'elecció                           | Identitat          | Partit | Qualitat |
| ---------------------------------------- | ------------------ | ------ | -------- |
| 2001-                                    | Gérard Le Guilloux | PS     |          |
| les dades anteriors no són pas conegudes |                    |        |          |
|                                          |                    |        |          |